# 1361
Évszázadok: 13. század – 14. század – 15. század
Évtizedek: 1310-es évek – 1320-as évek – 1330-as évek – 1340-es évek – 1350-es évek – 1360-as évek – 1370-es évek – 1380-as évek – 1390-es évek – 1400-as évek – 1410-es évek
Évek: 1356 – 1357 – 1358 – 1359 –  1360 – 1361 – 1362 – 1363 – 1364 – 1365 – 1366

## Események

### Határozott dátumú események
- július 16. – Lorenzo Celsi velencei dózse megválasztása (1365-ig uralkodik).

### Határozatlan dátumú események
- az év folyamán –
  - A paviai egyetem alapítása.
  - I. Lajos magyar király és III. Kázmér lengyel király szövetségre lép IV. Károly német-római császár ellen.
  - Rudolf osztrák főherceg újabb kiváltságlevelet adományoz Bécs városának.[1]

## Születések
- február 26. – IV. Vencel német és cseh király († 1419)

## Halálozások
- május 22. – Dörögdi Miklós magyar katolikus főpap
- november 21. – I. Fülöp burgundi herceg (* 1345)
- december 25. – Piast Ágnes magyar királyné (* 1293/1296)
- Bourbon Blanche, I. Péter kasztíliai király felesége

## Európai időjárás
Hőhullám májustól októberig Angliában és Közép-Európában, kiszáradtak a talajok, a szőlők is szenvedtek az aszálytól.